# 邢和璞
邢 和璞（けい わはく、生没年不詳）は、唐代玄宗時期に仕えた道士。
占術に長け、竹の算木を使い、人の吉兆や姓名、寿命をよく当てた。老子の学問を好み、著作に『潁陽書』がある。

## 伝承
生い立ちは不詳。終南山に住んでいた時、すでに名声があり、道術を好む高名なものが彼の近くに集まっていた。開元20年（732年）長安に来た時には朝廷の高官たちが大勢訪ねてきた。導引を行い、わずかな薬を飲むだけで暮らしていた。人の寿命を伸ばし、生き返らせることができたという。
冥界の役人や鬼神を操り、友人や人の妾を生き返らせ、あるいは寿命を伸ばした説話や、天界の神と交流し、人の前世を当てた伝承が残っている。その中で「邢仙人」や「真人」と言われていることが記述されている。
房琯から乞われて、その運勢を予言し、当てたとも伝えられる。
ただし、張果の運勢は、生年すらも答えを出すことができなかった。
また、道士の尹愔に「（前漢の）落下閎が、暦を制定した時『八百年後、一日、誤差がでた時に聖人があらわれ、暦を定めるだろう』と言った。その年に僧の一行が大衍歴を作った。落下閎の言葉どおり、聖人はあらわれたのだ」と語ったという。

## 伝記資料
- 『新唐書』巻二百四 列伝第百二十九 「方技・張果伝」
- 牛粛『紀聞』
- 段成式『酉陽雑俎』